# 독일의 학자금 대출제도
독일의 학자금 대출제도에 대해 설명한다.

## 개요
독일에서는 대다수의 주의 학생들이 대학교에 등록금을 내지 않는다. 학자금 대출과 보조금을 제공하는 것은, 부모가 아이들의 교육을 다른 방법으로는 자금을 지원해 줄 형편이 안될 때, 그 아이들이 고등 교육을 받을 수 있게 하기 위한 방법으로 인식된다. 그러한 대출과 보조금을 규제하는 연방법을 "연방교육지원법(Bundesausbildungsförderungsgesetz)" 혹은 줄여서 "바푁(BAföG)"이라고 하고, 학생들은 보통 그 대출과 보조금 등을 간단하게 바푁이라고 부른다 ("나는 바푁을 받고 있어" 처럼). 고등학생, 시간제 혹은 전일제 대학생, 직장을 다니다가 공부를 하기 시작한 사람, 그리고 전문직 훈련을 위한 학교에 다니는 학생들이 자격을 가진 집단에 포함된다.

## 부모의 소득에 의한 자격
법률에 따라서 부모가 고등교육까지 포함하여 자녀의 교육에 필요한 자금을 지원해야 하기 때문에, 학자금 대출을 위한 자격은 보통 부모의 소득과 관련이 있다. 그래서 이론적으로는 학생들이 부모에게 자신의 교육에 대한 자금을 청구할 수 있다. 저소득층 가정을 위해서, 바푁 대출은 부모가 타당한 이유로 그런 의무를 질 수 없을 때 그 의무를 대신한다.
바푁 대출은 보통 절반이 무이자 대출로 제공되며 또 다른 절반은 대학생에게 보조금으로 제공된다. 대출금은 대출자가 졸업 후에 일정한 수준 이상의 소득을 얻을 때부터 다시 갚을 수 있다. 고등학생들은 만약 자격을 갖출 경우 모든 금액을 보조금으로 받는다. 현재 대학생이 1달에 받을 수 있는 금액의 한도는 643유로이다. 이 금액은 학생이나 부모의 소득, 혹은 학생의 자산이 일정한 수준을 넘을 때마다 조금씩 적어질 수 있다. 학생들은 계산에 따라서 최소 10유로 이상의 금액을 대출받을 수 있다. 10유로처럼 적은 보조금은 무의미한 것으로 보이지만, 실제로 학생들은 그런 금액을 받기도 하는데, 일단 바푁 대출을 받기만 하면 전화비나 텔레비전 수신료 같은 요금들이 더 저렴하게 책정되는 등 많은 혜택이 있기 때문이다.
일반적으로, 바푁 대출은 적어도 2년간은 학생들의 학업 성적과 관계 없이 받을 수 있다. 그 후에는 정해진 최소한의 성적이 넘어야 하고, 강의 출석의 증명이 요구된다. 또한 학업 분야의 변경은 처음 2년 중에서 한번만 허용된다. 대학교의 학업은 어떤 분야의 공부이던지, 바푁을 받을 수 있는 최대한의 학업기간이 미리 정해져있다 (보통 5년정도). 만약 정해진 기준에 충족할 경우에 (학생이 그 시기 안에 졸업할 수 있다는 확실한 가능성 등), 그 이후의 자금은 저이율의 대출로 2년간 수여될 수도 있다.
학생들은 바푁 이외에도 독일재건은행(KfW)에서 학자금 융자를 받거나, 다른 장학금을 통해 학업에 필요한 자금을 댈 수도 있다.

## 부모의 소득과 상관 없는 자격
어떤 경우에 따라서, 특히 학생이 학생신분으로 돌아오기 전 몇 년간 전일제 직업을 얻어 일했을 때, 바푁을 받을 수 있는 자격은 부모의 소득과는 독립적으로 계산된다. 이것은 한번 자녀가 전일제 직업을 얻어 일을 시작하면, 자녀의 교육을 지원해야 하는 부모의 의무가 없어지기 때문이다. 그런 경우에는 오직 학생의 수입과 자산만이 바푁 자격과 지원금의 계산에 고려된다.